# Elrose
Elrose es un pueblo canadiense situado en la provincia de Saskatchewan.

## Superficie
Elrose tiene una superficie de 2,89 km².

## Demografía
En 2021, tenía 470 habitantes, una densidad poblacional de 162,8 hab./km², y 248 viviendas.